# Крашенинниковия
Крашениннико́вия, или Тереске́н (лат. Krascheninnikovia) — род растений семейства Амарантовые (Amaranthaceae).
Род назван в честь русского ботаника и исследователя Сибири и Камчатки Степана Петровича Крашенинникова.

## Описание
Однодомные кустарники или полукустарники, до 1 м высотой. Листья очередные, цельные, ланцетно-яйцевидные, ланцетные, продолговатые, эллиптические или линейные, цельнокрайные, средняя жилка снизу сильно выступает; сужены у основания в черешок до 4 мм длиной. Листья и однолетние побеги покрыты звездчатыми и отчасти простыми волосками.
Цветки раздельнополые, однодомные. Тычиночные цветки собраны в короткие, плотные, колосовидные, верхушечные соцветия, без прицветничков, околоцветник простой, из 4 листочков, тычинок 4. Пестичные цветки без околоцветника, расположены в пазухах листьев, скрыты в двух прицветничках, сросшихся более чем наполовину; пестик с двумя нитевидными рыльцами и волосистой завязью. Плоды вертикальные, обычно яйцевидные, покрыты волосками, в обёртке из прицветничков.

## Виды
- Krascheninnikovia ceratoides (L.) Gueldenst. (1772) — Крашенинниковия терескеноваяtypus
- Krascheninnikovia eversmanniana (Stschegl. ex Losinsk.) Grubov (1966) — Крашенинниковия Эверсмана
- Krascheninnikovia lanata (Pursh) A.Meeuse & A.Smit (1971)